# Гімалія (супутник)
Гімалія (грец. Greek Ιμαλíα ) (англ. Himalia) — нерегулярний супутник Юпітера, відомий також як Юпітер VI. З 1955 до 1975 називався Гестія (англ. Hestia).

## Відкриття
Супутник відкрив 1904 року Чарлз Діллон Перрайн з Лікської обсерваторії (що у Каліфорнії) на фотографіях, отриманих з рефлектора імені Крослі. Супутник називався Юпітер VI до 1975 року, коли отримав офіційну назву Гімалія по імені персонажа давньогрецької міфології — німфи Гімалії  У Гімалію був закоханий Зевс (в римському пантеоні — Юпітер).

## Дослідження
2000 року автоматичний космічний апарат Кассіні-Гюйгенс з відстані 4,4 млн км зробив кілька нечітких знімків, які показують що супутник має неправильну довгасту форму з довжинами осей 150 ± 20 і 120 ± 20 км. 2007 року зонд New Horizons зробив серію знімків супутника, найближчий з яких з відстані 8 млн км.

## Орбіта
Супутник за 250,56 земних діб здійснює повний оберт навколо Юпітера на відстані приблизно 11 460 000 км. Орбіта має ексцентриситет ~0,16. Орбіта весь час змінюється внаслідок пертурбацій Сонця і планет.

## Фізичні характеристики
Діаметр приблизно 170 кілометрів, альбедо 0,04. Оцінна густина 2,6 г/см³.
Має нейтрально-сірий колір (Показник кольору B-V=0.62, R-V=0.4). Так звані «водні» поглинання на довжинах хвиль 3 μм, подібно до астероїдів типу C, можуть свідчити про наявність води в мінералах астероїда.